# Daniel Bruunland
Het Daniel Bruunland is een gebied in Nationaal park Noordoost-Groenland in het oosten van Groenland.
Het gebied is vernoemd naar Daniel Bruun (1856-1931), een kapitein van de Deense marine.

## Geografie
Het gebied wordt in het noorden en noordoosten begrensd door het meer Sælsøen, in het zuidoosten door de baai Dove Bugt, in het zuidwesten door het Borgfjorden en in het westen door de Storstrømmengletsjer. Vanuit het oosten snijden twee fjorden diep het land in: het Mørkefjord en het Hellefjord.
Aan de overzijde van het water ligt in het noorden het Okselandet, in het noordoosten het Søndermarken, in het oosten het Germanialand, in het zuiden aan de overzijde van de Dove Bugt het Ad. S. Jensenland en in het zuidwesten Lindhard Ø.
In het zuidwesten komen drie gletsjer uit op het fjord: de Storstrømmengletsjer, de Borgjøkelengletsjer en de L. Bistrupgletsjer. In het noordwesten komt de Sælsøgletsjer uit in de Sælsøen.